# Valdesimonte
Valdesimonte es una localidad, constituida como Entidad Local Menor desde 1980 perteneciente al municipio de Cantalejo, en la provincia de Segovia, comunidad autónoma de Castilla y León, España. Fue municipio independiente hasta 1970.
En 2023 contaba con 46 habitantes. Pertenece a la antigua Comunidad de Villa y Tierra de Sepúlveda.

## Símbolos
El escudo heráldico y la bandera que representan a la entidad local menor fueron aprobados en 2005. El escudo luce en su interior cuatro elementos. Una estrella azul de doce puntas, que representa a la Virgen de la Asunción; una fuente en rojo (la de los Ejidos); y un pino y un roble en verde, árboles autóctonos y representativos del término municipal. La bandera está orlada por doce estrellas blancas sobre fondo azul y encierra los dos árboles del escudo sobre fondo blanco. El expediente para la aprobación de ambos símbolos fue elaborado y firmado por el heraldista y vexilólogo Vicente Tocino y el historiador Juan Cuéllar. El blasón que define al escudo es el siguiente:

«En campo de plata, fuente de gules, mazonada de sable, surmontada de estrella de doce puntas de azur, acompañadas ambas a la diestra de un pino y a la siniestra de un roble, ambos arrancados y de sinople; al timbre Corona Real cerrada de España.»
Boletín Oficial de Castilla y León nº 246 de 23 de diciembre de 2005

La descripción textual de la bandera es la siguiente:

«Rectangular de proporciones 2:3, de color blanco, con un pino al asta, y un roble al batiente, ambos arrancados y de verde, con bordura de 1/7 del largo de la bandera de azul, con doce estrellas de cinco puntas blancas, cinco en la parte superior e inferior, una en el asta y otra en el batiente.»
Boletín Oficial de Castilla y León nº 246 de 23 de diciembre de 2005

## Geografía

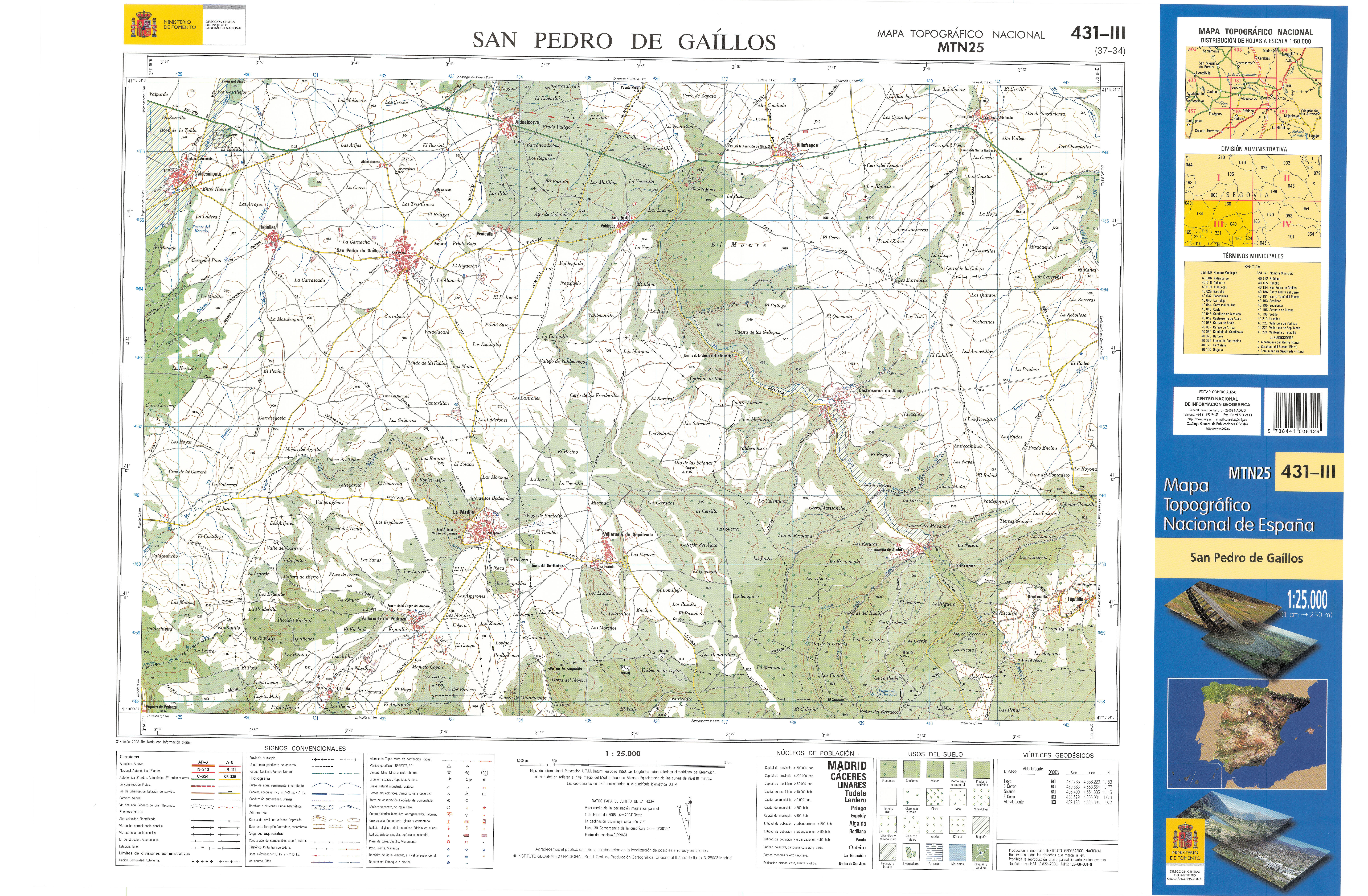
Fragmento de la hoja 431 del Mapa Topográfico Nacional de España de 2008 en el que se representa parte de Valdesimonte

Está atravesada por la carretera vecinal SG-V-2326 que lo conecta con las carreteras SG-231 y SG-205.
| Noroeste: Sebúlcor, Aldeonsancho  | Norte: Sebúlcor, Villar de Sobrepeña         | Noreste: Villar de Sobrepeña, San Pedro de Gaíllos |
| Oeste: Aldeonsancho               |                                              | Este: Rebollar                                     |
| Suroeste: Aldeonsancho, Cabezuela | Sur: Rebollar, San Pedro de Gaíllos, Rebollo | Sureste: Rebollar                                  |

## Historia
Valle de Simeón era el nombre primitivo del pueblo, del que hay constancia desde mediados del siglo XIII. La palabra Valdesimonte indica claramente la constitución geofísica del término: valles y montes.
Perteneciendo al Ochavo de Cantalejo en la Comunidad de Villa y Tierra de Sepúlveda, la primera referencia que se ha encontrado de Valdesimonte se halla en los famosos Fueros de Sepúlveda, al delimitar su afoz en el año 1300. Siguiendo el arroyo de Valdemazo arriba y tras cruzar un encinar, la mojonera llegaba a Valdesimonte y, después a la "Fuente del Juncar", atravesando el camino antiguo que une Sepúlveda con Pedraza, dice el documento.
La parroquia fue el primer destino del insigne historiador Diego de Colmenares, y en ella permaneció un lustro, hasta 1617.
Retrocediendo todavía un poco más en el tiempo, el Catastro del Marqués de la Ensenada (1752) dice que entre sus vecinos había oficios como cirujano, maestro de escuela, fiel de fechos, sacristán, tejedores de lienzos bastos, labradores, jornaleros, mozos sirvientes para la labranza, pastores, guarda de panes y montes, pobres de solemnidad o eclesiástico.
Tras suspenderse su condición de municipio el 2 de diciembre de 1970 añejándose a Cantalejo, el 14 de marzo de 1980 se constituyó tras una intensa lucha vecinal como entidad local menor con alcalde pedáneo y cierta autonomía. Esta condición la estuvo a punto de perder en 2014, cerca de transformarse en un barrio más de Cantalejo como Aldeonsancho, dada la incapacidad técnica de registrar los balances de los tres años previos.

## Demografía
| Gráfica de evolución demográfica de Valdesimonte entre 1842 y 1960 |
| |
| Población de derecho según los censos de población del INE Población de hecho según los censos de población del INEEn 1970 este municipio desaparece porque se integra en el municipio Cantalejo |

En 2000, la cifra de sus habitantes era de 84, 399 a mediados del siglo XX y 161 almas cuando Pascual Madoz publicó su diccionario, a mediados del siglo XIX.

## Economía
La agricultura y, en menor medida, la ganadería, han dado tradicionalmente el sustento a Valdesimonte, que además hoy cuenta con un importante vivero de plantas.
Anteriormente tuvieron más importancia los terrenos forestales, que permitieron completar los recursos y rentas de los vecinos y de la propia entidad. En los años 70 del pasado siglo la extracción de resina era un complemento importante de la economía local.

## Administración y política
Depende del Ayuntamiento de Catalejo, pero cuenta con su propia alcaldía con cierto grado de autogestión al ser una entidad local menor desde 1980.
| Periodo   | Nombre                                                         | Partido       |
| --------- | -------------------------------------------------------------- | ------------- |
| 1991-1995 | Félix García Bravo                                             | PP            |
| 1995-1999 | Francisco Mariano Bravo Matesanz                               | PP            |
| 1999-2003 | Francisco Mariano Bravo Matesanz                               | PP            |
| 2003-2007 | Ángel Benito Martín                                            | PP            |
| 2007-2011 | Ángel Benito Martín                                            | Independiente |
| 2011-2015 | María Teresa Cuenca Sanz                                       | PP            |
| 2015-2019 | María Teresa Cuenca Sanz (-2016) Diego Casla Sacristán (2016-) | PP            |
| 2019-2023 | Diego Casla Sacristán                                          | PP            |
| 2023-act. | Javier Granja García                                           | PP            |

### Organización municipal
Como Entidad Local Menor, dispone de una Junta Vecinal regulada por la Ley de Régimen Local de 1998 de Castilla y León. Al frente de esta Junta Vecinal hay un Alcalde Pedáneo, elegido democráticamente por los valdesimonteños. Este Alcalde Pedáneo nombra a un miembro de la Junta Vecinal, que se completa con el candidato de la segunda lista más votada.

## Cultura

### Monumentos y lugares de interés
- Gacería, variante lingüística local sobre todo utilizado por los tratantes de ganado y trilleros, presente en los pueblos del Ochavo de Cantalejo como Valdesimonte;[10]
- Iglesia de Nuestra Señora de la Asunción, situada en un alto. Ábside románico. Interior con una bonita pila bautismal y un retablo barroco;
- Viacrucis, que parte de la iglesia;
- Ermita de San Roque;
- Exposición permanente de esculturas de arte contemporánea, situada al aire libre en la Plaza Egidos;
- Potro de herrar;
- Antigua fragua;
- Puente sobre el arroyo de la Dehesa del Arenal con un pozo o fuente cubierta, en cuyo lateral hay una pequeña pila;
- Pilón del año 1953, en estado de deterioro;
- Hoces del río San Juan, a 3 km de la localidad.[11][12]

### Fiestas
- Cuasimodillo, en abril, durante el segundo Domingo de Pascua;
- La Virgen de la Asunción, patrona de la localidad, el día 15 de agosto;
- San Roque, el día 16 de agosto;
- San Bartolomé, el día 24 de agosto.[11][12]